# Quần vợt tại Thế vận hội Mùa hè 2016 - Đôi nam nữ
Nội dung đôi nam nữ quần vợt Thế vận hội Mùa hè 2016 ở Rio de Janeiro đã tổ chức Trung tâm quần vợt Olympic ở Công viên Olympic Barra ở Barra da Tijuca khu vực phía Tây Rio de Janeiro, Brazil từ ngày 10-14 tháng 8 năm 2016.
Victoria Azarenka và Max Mirnyi là đương kim vô địch, nhưng họ đã không thể bảo vệ được danh hiệu của họ vì Azarenka đang mang thai.
Đôi Hoa Kỳ Bethanie Mattek-Sands và Jack Sock giành được huy chương vàng, đánh bại đôi đồng hương Venus Williams và Rajeev Ram trong trận chung kết, 6–7(3–7), 6–1, [10–7].

## Lịch thi đấu
| Tháng 8                 | Tháng 8 | Tháng 8 | Tháng 8 | Tháng 8                                               |
| 10                      | 11      | 12      | 13      | 14                                                    |
| —                       | 12:00   | 12:00   | 12:00   | 12:00                                                 |
| ----------------------- | ------- | ------- | ------- | ----------------------------------------------------- |
| Hủy thi đấu vì trời mưa | 1/16    | Tứ kết  | Bán kết | Trận tranh huy chương đồng Trận tranh huy chương vàng |

## Hạt giống
1. Caroline Garcia (FRA) /  Nicolas Mahut (FRA) (Vòng 1)
2. Kristina Mladenovic (FRA) /  Pierre-Hugues Herbert (FRA) (Vòng 1)
3. Garbiñe Muguruza (ESP) /  Rafael Nadal (ESP) (Rút lui)
4. Sania Mirza (IND) /  Rohan Bopanna (IND) (Bán kết, hạng tư)

## Kết quả

### Từ viết tắt
| - Q = Vòng loại - WC = Đặc cách - LL = Thua cuộc may mắn - Alt = Thay thế - SE = Miễn đặc biệt | - PR = Bảo toàn thứ hạng - w/o = Thắng nhờ đối thủ rút lui trước trận đấu - r = Bỏ cuộc giữa trận đấu - d = Bị xử thua - SR = Xếp hạng đặc biệt |

### Chung kết
|  | 1/16 | 1/16                                    | 1/16 | 1/16 | 1/16 |  |  | Tứ kết | Tứ kết                              | Tứ kết | Tứ kết                              | Tứ kết |    |      | Bán kết | Bán kết                             | Bán kết | Bán kết                        | Bán kết |   |     | Chung kết (Trận tranh huy chương vàng) | Chung kết (Trận tranh huy chương vàng) | Chung kết (Trận tranh huy chương vàng) | Chung kết (Trận tranh huy chương vàng) | Chung kết (Trận tranh huy chương vàng) |  |
|  |      |                                         |      |      |      |  |  |        |                                     |        |                                     |        |    |      |         |                                     |         |                                |         |   |     |                                        |                                        |                                        |                                        |                                        |  |
|  | 1    | C Garcia (FRA) · N Mahut (FRA)          | 64   | 61   |      |  |  |        |                                     |        |                                     |        |    |      |         |                                     |         |                                |         |   |     |                                        |                                        |                                        |                                        |                                        |  |
|  | IP   | T Pereira (BRA) · M Melo (BRA)          | 7    | 7    |      |  |  | IP     | T Pereira (BRA) · M Melo (BRA)      | 4      | 4                                   |        |    |      |         |                                     |         |                                |         |   |     |                                        |                                        |                                        |                                        |                                        |  |
|  |      | B Mattek-Sands (USA) · J Sock (USA)     | 6    | 6    |      |  |  |        | B Mattek-Sands (USA) · J Sock (USA) | 6      | 6                                   |        |    |      |         |                                     |         |                                |         |   |     |                                        |                                        |                                        |                                        |                                        |  |
|  |      | J Konta (GBR) · J Murray (GBR)          | 4    | 3    |      |  |  |        |                                     |        |                                     |        |    |      |         | B Mattek-Sands (USA) · J Sock (USA) | 6       | 7                              |         |   |     |                                        |                                        |                                        |                                        |                                        |  |
|  | 3    | G Muguruza (ESP) · R Nadal (ESP)        |      |      |      |  |  |        |                                     | IP     | L Hradecká (CZE) · R Štěpánek (CZE) | 4      | 63 |      |         |                                     |         |                                |         |   |     |                                        |                                        |                                        |                                        |                                        |  |
|  | IP   | L Hradecká (CZE) · R Štěpánek (CZE)     | w/o  |      |      |  |  | IP     | L Hradecká (CZE) · R Štěpánek (CZE) | 6      | 7                                   |        |    |      |         |                                     |         |                                |         |   |     |                                        |                                        |                                        |                                        |                                        |  |
|  |      | A Radwańska (POL) · Ł Kubot (POL)       | 6    | 61   | [8]  |  |  |        | I-C Begu (ROU) · H Tecău (ROU)      | 4      | 5                                   |        |    |      |         |                                     |         |                                |         |   |     |                                        |                                        |                                        |                                        |                                        |  |
|  |      | I-C Begu (ROU) · H Tecău (ROU)          | 4    | 7    | [10] |  |  |        |                                     |        |                                     |        |    |      |         | B Mattek-Sands (USA) · J Sock (USA) | 63      | 6                              | [10]    |   |     |                                        |                                        |                                        |                                        |                                        |  |
|  | Alt  | H Watson (GBR) · A Murray (GBR)         | 6    | 6    |      |  |  |        |                                     |        |                                     |        |    |      |         |                                     | IP      | V Williams (USA) · R Ram (USA) | 7       | 1 | [7] |                                        |                                        |                                        |                                        |                                        |  |
|  |      | C Suárez Navarro (ESP) · D Ferrer (ESP) | 3    | 3    |      |  |  | Alt    | H Watson (GBR) · A Murray (GBR)     | 4      | 4                                   |        |    |      |         |                                     |         |                                |         |   |     |                                        |                                        |                                        |                                        |                                        |  |
|  |      | S Stosur (AUS) · J Peers (AUS)          | 5    | 4    |      |  |  | 4      | S Mirza (IND) · R Bopanna (IND)     | 6      | 6                                   |        |    |      |         |                                     |         |                                |         |   |     |                                        |                                        |                                        |                                        |                                        |  |
|  | 4    | S Mirza (IND) · R Bopanna (IND)         | 7    | 6    |      |  |  |        |                                     |        |                                     |        |    |      | 4       | S Mirza (IND) · R Bopanna (IND)     | 6       | 2                              | [3]     |   |     | Trận tranh huy chương đồng             | Trận tranh huy chương đồng             | Trận tranh huy chương đồng             | Trận tranh huy chương đồng             | Trận tranh huy chương đồng             |  |
|  |      | K Bertens (NED) · J-J Rojer (NED)       | 7    | 63   | [8]  |  |  |        |                                     | IP     | V Williams (USA) · R Ram (USA)      | 2      | 6  | [10] |         |                                     |         |                                |         |   |     |                                        |                                        |                                        |                                        |                                        |  |
|  | IP   | V Williams (USA) · R Ram (USA)          | 64   | 7    | [10] |  |  | IP     | V Williams (USA) · R Ram (USA)      | 6      | 7                                   |        |    |      |         |                                     |         |                                |         |   |     | IP                                     | L Hradecká (CZE) · R Štěpánek (CZE)    | 6                                      | 7                                      |                                        |  |
|  | IP   | R Vinci (ITA) · F Fognini (ITA)         | 6    | 3    | [10] |  |  | IP     | R Vinci (ITA) · F Fognini (ITA)     | 3      | 5                                   |        |    |      | 4       | S Mirza (IND) · R Bopanna (IND)     | 1       | 5                              |         |   |     |                                        |                                        |                                        |                                        |                                        |  |
|  | 2    | K Mladenovic (FRA) · P-H Herbert (FRA)  | 4    | 6    | [8]  |  |  |        |                                     |        |                                     |        |    |      |         |                                     |         |                                |         |   |     |                                        |                                        |                                        |                                        |                                        |  |